# Brezovica (Kosowo)
Brezovica (serb. – cyrylica Брезовица, alb. Brezovicë lub Brezovica) – miejscowość położona w południowym Kosowie (Gnjilane, gmina Štrpce) na wysokości od 900 m do 2,5 km nad poziomem morza. W latach 1995–2006 wchodziła w skład Serbii i Czarnogóry, a od 2006 roku w skład Serbii. Po 17 lutego 2008 Brezovica znalazła się w granicach Kosowa, które jednostronnie ogłosiło niepodległość.
Miejscowość pełni głównie funkcję kurortu narciarskiego. Znajdują się tu trasy slalomu, zjazdu, slalomu giganta i supergiganta. Mogą one pomieścić koło 50 tysięcy narciarzy.